# Polska na mistrzostwach świata w lekkoatletyce
Polska na mistrzostwach świata w lekkoatletyce uczestniczy nieprzerwanie od pierwszej edycji tej imprezy, czyli od 1983 roku.
Pierwszy medal, a zarazem pierwszy złoty dla Polski zdobył Edward Sarul 7 sierpnia 1983 roku w konkursie pchnięcia kulą. Artur Partyka 8 sierpnia 1995, zdobywając brązowy medal w skoku wzwyż stał się pierwszym polskim multimedalistą mistrzostw świata (na poprzednich mistrzostwach wywalczył srebro). Najwięcej medali dla Polski, 5 złotych, wywalczył Paweł Fajdek, Anita Włodarczyk wywalczyła 4 złote medale, a Robert Korzeniowski – 3 złote i 1 brązowy. 4 medale: 3 brązowe i 1 złoty, na swoim koncie mają również polskie sztafety 4 × 400 metrów mężczyzn.
Najlepszymi mistrzostwami w wykonaniu Polaków były mistrzostwa świata w Berlinie z 2009 roku (9 medali, w tym 2 złote) oraz mistrzostwa świata w Pekinie z 2015 roku (8 medali, w tym 3 złote). Warto dodać również, że najwyższe miejsce w klasyfikacji medalowej Polska zajęła w Berlinie w 2009 roku (5. miejsce). Najgorzej reprezentacja wypadła w 1987 roku, kiedy to nie zdobyła żadnego medalu. Wystąpiła wówczas najmniejsza reprezentacja Polski w historii – 18 sportowców. Najliczniejsza ekipa wystąpiła podczas mistrzostw w Budapeszcie w 2023 roku – 67 sportowców.

## Dorobek medalowy (do 2023)

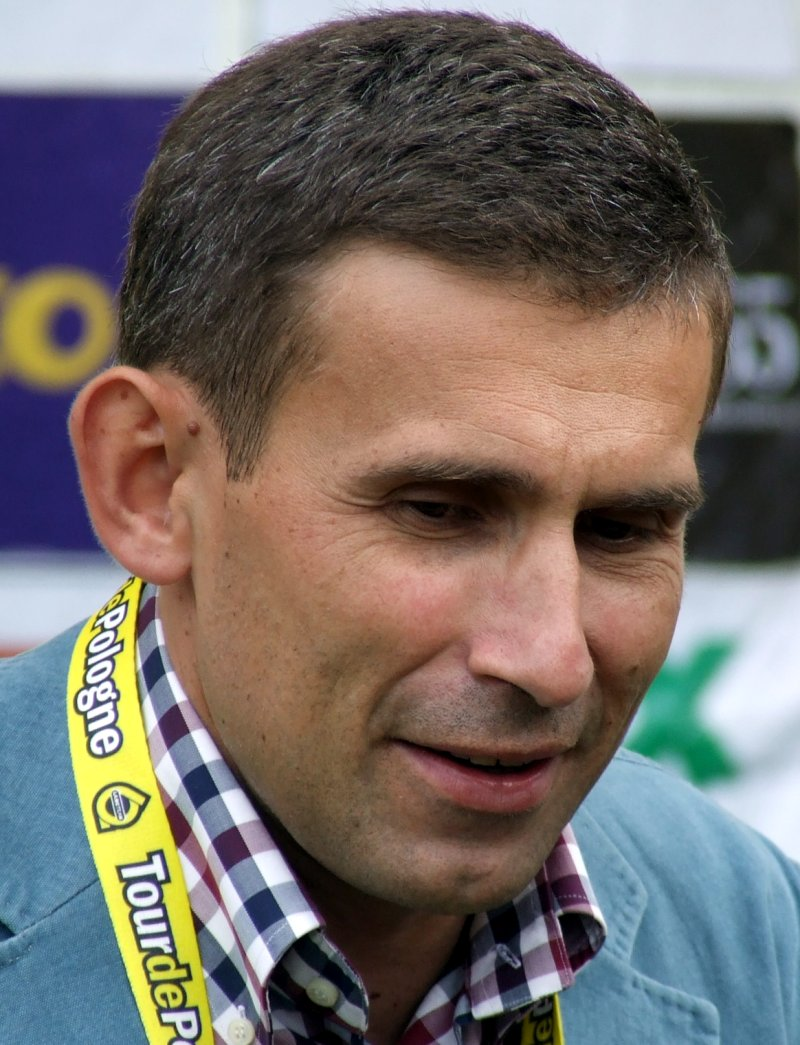
Robert Korzeniowski – przez lata najbardziej utytułowany Polak w historii lekkoatletycznych mistrzostw świata

Polacy we wszystkich swoich startach w mistrzostwach świata (do 2023) zdobyli łącznie 65 medali – 20 złotych, 20 srebrnych i 25 brązowych.

### Według mistrzostw
| Mistrzostwa Świata | Złoto | Srebro | Brąz | Razem |
| 1983               | 2     | 1      | 1    | 4     |
| 1987               | 0     | 0      | 0    | 0     |
| 1991               | 1     | 0      | 0    | 1     |
| 1993               | 0     | 1      | 0    | 1     |
| 1995               | 0     | 0      | 2    | 2     |
| 1997               | 1     | 1      | 1    | 3     |
| 1999               | 1     | 0      | 0    | 1     |
| 2001               | 2     | 0      | 3    | 5     |
| 2003               | 1     | 0      | 0    | 1     |
| 2005               | 0     | 2      | 0    | 2     |
| 2007               | 0     | 0      | 3    | 3     |
| 2009               | 2     | 4      | 3    | 9     |
| 2011               | 1     | 0      | 1    | 2     |
| 2013               | 2     | 1      | 0    | 3     |
| 2015               | 3     | 1      | 4    | 8     |
| 2017               | 2     | 2      | 4    | 8     |
| 2019               | 1     | 2      | 3    | 6     |
| 2022               | 1     | 3      | 0    | 4     |
| 2023               | 0     | 2      | 0    | 2     |
| Suma:              | 20    | 20     | 25   | 65    |

### Według konkurencji
Polacy zdobywali medale w 13 konkurencjach. Najwięcej medali: 17 w rzucie młotem (w tym 9 złotych) oraz 9 w skoku o tyczce.
| Konkurencja       | Złoto | Srebro | Brąz | Razem |
| Rzut młotem       | 10    | 4      | 5    | 19    |
| Chód na 50 km     | 3     | 0      | 2    | 5     |
| Skok o tyczce     | 2     | 3      | 4    | 9     |
| Rzut dyskiem      | 1     | 2      | 1    | 4     |
| Pchnięcie kulą    | 1     | 1      | 0    | 2     |
| 4 × 400 m         | 1     | 1      | 4    | 6     |
| Trójskok          | 1     | 0      | 0    | 1     |
| Maraton           | 1     | 0      | 0    | 1     |
| Skok wzwyż        | 0     | 2      | 3    | 5     |
| 800 m             | 0     | 2      | 1    | 3     |
| 3000 m z przeszk. | 0     | 1      | 0    | 1     |
| 400 m ppł         | 0     | 0      | 2    | 2     |
| Siedmiobój        | 0     | 0      | 2    | 2     |
| 1500 m            | 0     | 0      | 1    | 1     |

## Multimedaliści (do 2023)
| Zawodnik                 | Konkurencja                           | Złoto | Srebro | Brąz | Razem |
| Paweł Fajdek             | Rzut młotem                           | 5     | 0      | 0    | 5     |
| Anita Włodarczyk         | Rzut młotem                           | 4     | 0      | 0    | 4     |
| Robert Korzeniowski      | Chód                                  | 3     | 0      | 1    | 4     |
| Szymon Ziółkowski        | Rzut młotem                           | 1     | 2      | 0    | 3     |
| Piotr Małachowski        | Rzut dyskiem                          | 1     | 2      | 0    | 3     |
| Piotr Haczek             | Biegi sprinterskie (sztafeta)         | 1     | 0      | 2    | 3     |
| Tomasz Czubak            | Biegi sprinterskie (sztafeta)         | 1     | 0      | 1    | 2     |
| Robert Maćkowiak         | Biegi sprinterskie (sztafeta)         | 1     | 0      | 1    | 2     |
| Jacek Bocian             | Biegi sprinterskie (sztafeta)         | 1     | 0      | 1    | 2     |
| Piotr Długosielski       | Biegi sprinterskie (sztafeta)         | 1     | 0      | 1    | 2     |
| Paweł Wojciechowski      | Skok o tyczce                         | 1     | 0      | 1    | 2     |
| Wojciech Nowicki         | Rzut młotem                           | 0     | 2      | 3    | 5     |
| Monika Pyrek             | Skok o tyczce                         | 0     | 2      | 1    | 3     |
| Artur Partyka            | Skok wzwyż                            | 0     | 2      | 1    | 3     |
| Adam Kszczot             | Biegi średnie                         | 0     | 2      | 0    | 2     |
| Katarzyna Zdziebło       | Chód sportowy                         | 0     | 2      | 0    | 2     |
| Piotr Lisek              | Skok o tyczce                         | 0     | 1      | 2    | 3     |
| Iga Baumgart-Witan       | Biegi sprinterskie (sztafeta)         | 0     | 1      | 1    | 2     |
| Małgorzata Hołub-Kowalik | Biegi sprinterskie (sztafeta)         | 0     | 1      | 1    | 2     |
| Justyna Święty-Ersetic   | Biegi sprinterskie (sztafeta)         | 0     | 1      | 1    | 2     |
| Patrycja Wyciszkiewicz   | Biegi sprinterskie (sztafeta)         | 0     | 1      | 1    | 2     |
| Aleksandra Gaworska      | Biegi sprinterskie (sztafeta)         | 0     | 1      | 1    | 2     |
| Piotr Rysiukiewicz       | Biegi sprinterskie (sztafeta)         | 0     | 0      | 2    | 2     |
| Rafał Wieruszewski       | Biegi sprinterskie (sztafeta)         | 0     | 0      | 2    | 2     |
| Marek Plawgo             | Biegi sprinterskie (płotki, sztafeta) | 0     | 0      | 2    | 2     |

## Najwięcej występów
Tabela przedstawia sportowców, którzy 7 lub więcej razy reprezentowali Polskę na mistrzostwach świata.
| Zawodnik            | Konkurencja  | Ilość występów | Lata                       |
| Szymon Ziółkowski   | Rzut młotem  | 8              | 1995, 1999-2001, 2005-2013 |
| Piotr Małachowski   | Rzut dyskiem | 7              | 2007–2019                  |
| Robert Korzeniowski | Chód         | 7              | 1991-2003                  |
| Rafał Augustyn      | Chód         | 7              | 2007-2019                  |